# Bufago
Nella mitologia greca,  Bufago  (in greco antico: Βουφάγος) era il nome di uno dei figli di Giapeto e di Tornace.

## Mitologia
Bufago, il cui nome significa mangiatore di buoi, sposò Promne e curò, a dispetto dei suoi modi di fare quasi incivili, Ificle il fratello di Eracle, quando venne ferito in battaglia, anche se la sua morte avvenne lo stesso. 

In seguito il suo carattere divenne ancora più insopportabile arrivando a importunare anche le divinità fra cui Artemide che infuriata lo uccise.
Secondo un'altra versione del mito Bufago si era innamorato di Artemide.

### Pareri secondari
Bufago era anche uno degli epiteti di Eracle ed anche il nome di un affluente dell'Alfeo.

### Moderna
- Angela Cerinotti, Miti greci e di roma antica, Prato, Giunti, 2005, ISBN 88-09-04194-1.
- Anna Ferrari, Dizionario di mitologia, Litopres, UTET, 2006, ISBN 88-02-07481-X.